# Nianjie Cuo
Nianjie Cuo (kinesiska: 年结错) är en sjö i Kina. Den ligger i provinsen Qinghai, i den nordvästra delen av landet, omkring 640 kilometer sydväst om provinshuvudstaden Xining. Nianjie Cuo ligger 4 438 meter över havet. Arean är 18,4 kvadratkilometer. Trakten runt Nianjie Cuo består i huvudsak av gräsmarker. Den sträcker sig 4,4 kilometer i nord-sydlig riktning, och 7,6 kilometer i öst-västlig riktning.
Genomsnittlig årsnederbörd är 703 millimeter. Den regnigaste månaden är juli, med i genomsnitt 154 mm nederbörd, och den torraste är november, med 3 mm nederbörd.